# Simulador de impacto de voo

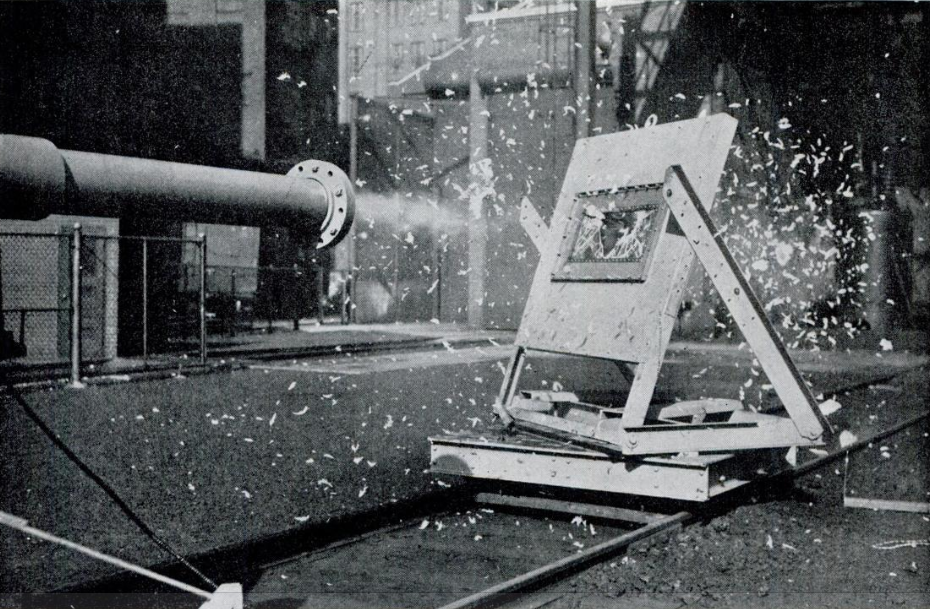
O primeiro canhão de frango, construído em 1942 pela Administração de Aeronáutica Civil dos EUA (CAA) e pela Westinghouse Electric and Manufacturing Company, sendo disparado contra um painel de vidro

Um simulador de impacto de voo ou canhão de frango é um canhão de ar comprimido de grande diâmetro usado para disparar carcaças de pássaros contra componentes de aeronaves a fim de simular colisões de pássaros em alta velocidade durante o voo da aeronave. Os motores a jato e os para-brisas das aeronaves são particularmente vulneráveis a danos causados por esses impactos e são os alvos mais comuns desses testes. Embora várias espécies de aves sejam usadas em testes e certificações de aeronaves, o dispositivo adquiriu o nome comum de “canhão de frango” (em inglês: chicken gun), pois as galinhas são a “munição” mais usada devido à sua disponibilidade imediata.

## Contexto
As colisões com pássaros são um risco significativo para a segurança aérea, principalmente na decolagem e no pouso, onde a carga de trabalho da tripulação é maior e há pouco tempo para recuperação antes de um possível impacto com o solo. As velocidades envolvidas em uma colisão entre um avião a jato e um pássaro podem ser consideráveis - geralmente em torno de 350 km/h - resultando em uma grande transferência de energia cinética. A colisão de uma ave com o para-brisa de uma aeronave pode penetrar ou estilhaçá-lo, ferindo a tripulação de voo ou prejudicando sua capacidade de enxergar. Em grandes altitudes, esse evento pode causar descompressão descontrolada. Um pássaro ingerido por um motor a jato pode quebrar as pás do compressor do motor, podendo causar danos catastróficos.
Várias medidas são usadas para evitar colisões com pássaros, como o uso de sistemas de dissuasão nos aeroportos para evitar que os pássaros se aglomerem, controle populacional usando aves de rapina ou armas de fogo e, recentemente, sistemas de radar aviário que rastreiam bandos de pássaros e emitem avisos para pilotos e controladores de tráfego aéreo.
Apesar disso, é impossível eliminar o risco de colisões com pássaros e, portanto, a maioria das autoridades governamentais de certificação, como a Administração Federal de Aviação dos EUA (FAA) e a Agência Europeia para a Segurança da Aviação (EASA), exige que os motores e as estruturas das aeronaves sejam resistentes a colisões com pássaros até certo ponto como parte do processo de certificação de aeronavegabilidade. Em geral, um motor não deve sofrer uma falha não contida [en] (um evento em que as peças rotativas são ejetadas da carcaça do motor) após o impacto com uma ave de tamanho adequado, e um impacto de ave na fuselagem de uma aeronave não deve impedir “a continuação de um voo seguro [e um] pouso normal”.

## História
O primeiro canhão de frango registrado foi construído em 1942 pela Administração de Aeronáutica Civil dos EUA (CAA) em colaboração com a Westinghouse Electric and Manufacturing Company. Construído no Laboratório de Alta Potência da Westinghouse em Pittsburgh, era capaz de disparar carcaças de aves a até 400 mph (644 km/h), embora a maioria dos testes tenha sido realizada com velocidades de cano em torno de 270 mph (435 km/h). A arma usava ar comprimido como propulsor, com um compressor armazenando ar em um acumulador até atingir a pressão desejada. Para disparar a arma, um operador acionava a abertura de uma válvula elétrica de liberação rápida, despejando o ar comprimido no cano. Diferentes velocidades de cano foram obtidas variando a pressão armazenada no acumulador.
Os testes realizados com essa arma foram os primeiros do gênero e mostraram que o vidro usado nos para-brisas de aeronaves comuns de passageiros, como o Douglas DC-3, era extremamente vulnerável a ataques de pássaros; os painéis foram completamente penetrados por um pássaro de 1,8 kg que viajava a apenas 121 km/h. Testes posteriores mostraram que os painéis laminados feitos de vidro intercalado com policloreto de vinila eram muito mais resistentes.
O canhão foi usado no Laboratório de Alta Potência até novembro de 1943. No início de 1945, foi transferido para um local de pesquisa e desenvolvimento da CAA em Indianápolis, chamado Indianapolis Experimental Station, onde foi usado para testar componentes para vários fabricantes de aeronaves comerciais, antes de ser aposentado em algum momento de 1947. Um canhão semelhante foi desenvolvido independentemente pela De Havilland Aircraft Company no Reino Unido em meados da década de 1950. O Royal Aircraft Establishment do Reino Unido construiu um canhão de frango em 1961 e, em 1967, a Divisão de Engenharia Mecânica do Conselho Nacional de Pesquisa do Canadá usou o projeto do RAE como base para sua “Flight Impact Simulator Facility”, um canhão pneumático localizado próximo ao aeroporto de Ottawa. Esse canhão permaneceu em uso frequente até 2016, quando foi doado ao Canada Aviation and Space Museum e substituído por um par de canhões mais modernos. Na década de 1970, a Goodyear Aerospace desenvolveu um canhão de frango que armazenava ar comprimido atrás de um diafragma [en] de cerâmica e usava um sabot de papelão para centralizar e estabilizar a ave. Quando disparada, uma agulha atingia o diafragma, rompendo a vedação e permitindo que o ar impulsionasse o projétil pelo cano. Um anel de metal no cano interrompia o sabot, mas permitia que a galinha escapasse do cano.
A Força Aérea dos Estados Unidos construiu o AEDC Ballistic Range S-3 no Arnold Engineering Development Complex em 1972 para testar as capotas e os para-brisas de aeronaves militares. Como os canhões de frango anteriores, o S-3 usava ar comprimido para lançar seus projéteis. O canhão foi usado posteriormente no desenvolvimento e na certificação de várias aeronaves militares dos EUA, incluindo o F-4, o F-111 e o A-10. Em 2007, o canhão ainda estava em operação.

## Uso na certificação de aeronaves

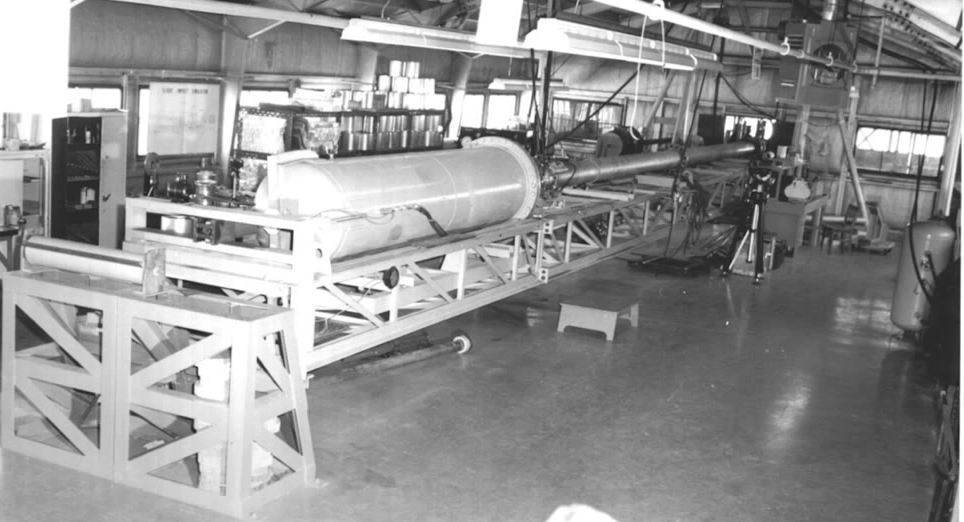
Um canhão de frango de cano liso de 25 cm usado por empresas aeroespaciais canadenses para testar componentes no Flight Impact Simulator Facility em Ottawa, fotografado em armazenamento no Canada Aviation and Space Museum em algum momento após 2016

Os simuladores de impacto de voo são usados rotineiramente no processo de comprovação da conformidade com as normas de certificação. Dada a sua complexidade e o conhecimento necessário para operá-los, um fabricante de aeronaves normalmente contrata uma instalação que opera um canhão para realizar um teste em relação a um determinado padrão. O componente a ser testado é montado com segurança em uma estrutura, o canhão dispara uma ave contra ele e os resultados são examinados quanto à conformidade com os padrões relevantes. A maioria dos testes é realizada com o canhão pressurizado a cerca de 2,4 bar (35 psi) - isso faz com que um pássaro de 1,8 kg seja lançado a cerca de 560 km/h, aproximadamente a velocidade resultante em uma colisão entre um pássaro e uma aeronave.
A FAA não especifica a espécie de ave que deve ser usada para o teste, mas afirma que as aves não devem ser congeladas, pois isso não refletiria com precisão a realidade de um impacto. As galinhas são usadas por serem baratas e de fácil acesso.
Existem esforços para desenvolver análogos artificiais de aves para uso em testes de impacto, para substituir o uso de carcaças. As motivações para isso vão desde a garantia de que os resultados sejam facilmente reproduzíveis em todo o setor, o custo e a sensibilidade aos pontos de vista dos ativistas dos direitos dos animais. Entretanto, alguns engenheiros expressaram preocupação com que os testes com aves artificiais não representam com precisão as forças envolvidas em impactos reais de aves, pois os análogos não têm ossos. Alguns vão além e afirmam que as aves criadas em fazendas comumente usadas em testes também não são representativas devido à menor densidade de seu tecido muscular.

### Usos notáveis
Durante o desenvolvimento do Boeing 757 na década de 1970, o teto da cabine de comando foi submetido a um teste de colisão com pássaros, no qual uma galinha de 1,8 kg foi disparada a 360 nós (670 km/h) em uma cabine de comando estacionária. Para a surpresa dos engenheiros da Boeing, a galinha atravessou a superfície da aeronave. Como resultado, a cabine de comando do 757 e a do 767, que compartilhava o mesmo projeto, precisaram ser reforçadas. Vários 767s já estavam em serviço e tiveram que ser retirados para a instalação dos reforços. Mais tarde, no processo de desenvolvimento do 757, foi realizado um teste de colisão com pássaros nas janelas da aeronave, novamente disparando uma galinha contra elas. Na época, os requisitos de certificação da Autoridade de Aviação Civil do Reino Unido (CAA-UK) eram mais rigorosos do que os da FAA e exigiam que o metal ao redor das janelas também resistisse ao impacto de um pássaro. O 757 foi reprovado nesse teste, o que exigiu uma reengenharia adicional.
Após o desastre do Ônibus Espacial Columbia em 2003, o canhão de frango no AEDC Ballistic Range S-3 foi reaproveitado para testar a resistência de vários componentes do orbitador do Ônibus Espacial e dos tanques de combustível de lançamento a impactos de espuma isolante. A intenção era descobrir a causa exata do desastre e determinar se eram necessárias modificações no Ônibus Espacial.

## Na cultura popular
A série de comédia Royal Canadian Air Farce tem um esquete recorrente em que um "canhão de frango" é usado para disparar vários objetos, originalmente incluindo uma galinha de borracha, contra a foto de uma pessoa conhecida, geralmente um político.[carece de fontes?]